# 十万个为什么

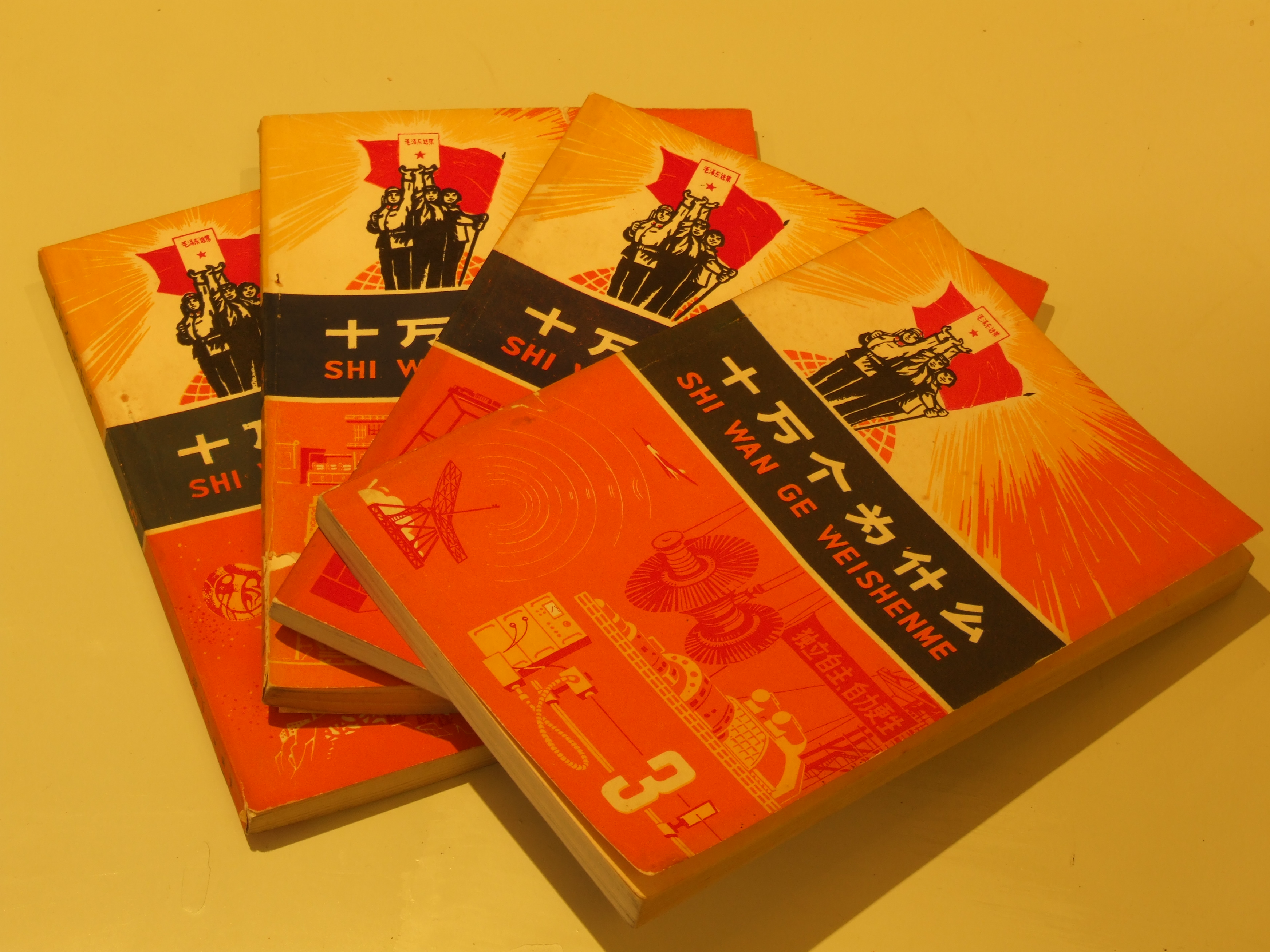
1970年代出版的《十万个为什么》“工农兵版”

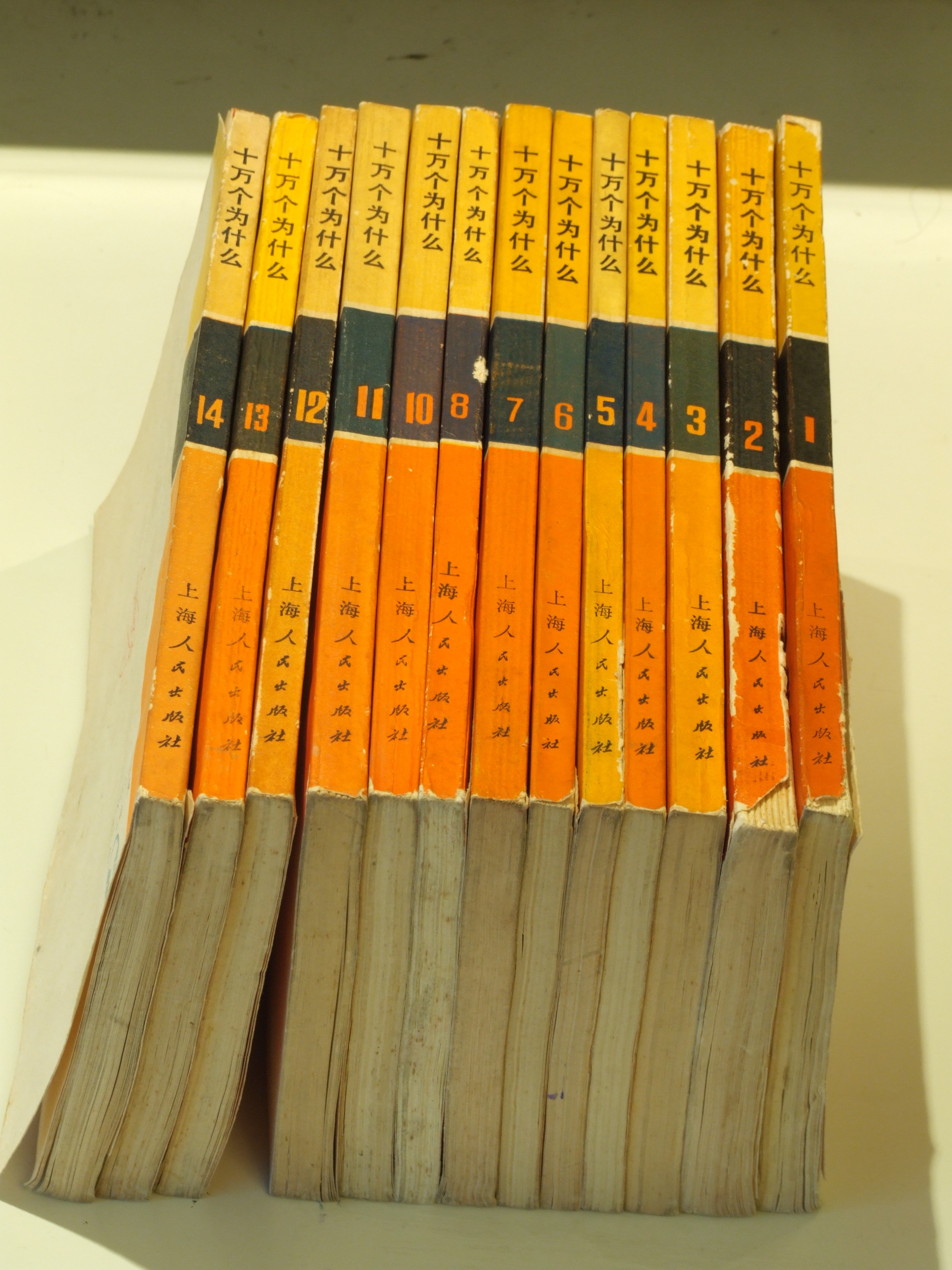
“工农兵版”《十万个为什么》的前14册（缺第九册）侧脊

《十万个为什么》是一套以大众化、小百科全书式为特色的科普读物。董纯才1934年將蘇聯作家伊林的作品《十萬個為什麼》首次翻譯成中文，由上海開明書店出版。于1961年到1962年，中华人民共和国的少年儿童出版社（上海）约人撰稿，发行了第一版。在港澳地區亦相當普遍。《十万个为什么》曾经作为为数不多几种普及知识的读本，产生了深远影响。

## 由来
《十万个为什么》的名称源于苏联科学文艺作家伊林（真名为伊利亚·雅科甫列维奇·马尔夏克）的作品《十万个为什么》。而伊林又是从诗人吉百龄的诗句：“五千个在哪儿／七千个怎么样／十万个为什么”中，选用“十万个为什么”作书名的。伊林的《十万个为什么》大约有五万多字，书裡解答的「为什么」并没有十万个。“十万”（俄语：сто тысяч，“一百个千”）是一个虚指，用来形容许多。第一版只有900多个“为什么”，现在也只有3000多个“为什么”。
虽然中国版的《十万个为什么》也没有达到“十万”，但是规模却远远大于伊林的作品，有十餘册之多，堪称一部小型百科全书。
“为什么”就是《十万个为什么》丛书中的一个个条目（主题）。每一个条目就是一篇几千字的科学普及文学作品。因为丛书中条目的标题通常采用“为什么……？”的表达方式，所以许多时候都用“为什么”来指代一个问题和此问题的解答诠释。

## 版本

### 中譯本
伊林的《十万个为什么》最早由董纯才译成中文，上海開明書店於1934年出版，是「開明青年叢書」的一部分。因为广受欢迎，《十万个为什么》不断修订，1949年3月印了第10版。1938年，鄭繽的《十万个为什么》中譯本由中國青年出版社出版。

### 中國大陸地區
《十万个为什么》在中国大陆地区有多个不同的版本，其中，以上海的少年儿童出版社出版的较为知名。

#### 上海少儿版

##### 第一版
少年儿童出版社从1958年开始酝酿出版一套大型科普读物。共计约请了200多位作者撰稿。经过半年多时间，选用了100多位作者的稿件，于1960年7月开始出版第1版，分为数学、物理、化学、天文气象、动物、农业、地质矿物、生理卫生8个分册，共收1484个问题，100万字。到1964年4月，三年中重印11次、发行580多万册。青年作家叶永烈写了其中300多条，是写得最多的作家，在此之后他也参与了之后五个版本的写作。

##### 第二版
1964年开始修订、编辑第2版，亦被称为“修订版”。第2版定为14分册，至1966年2月止出齐。在这次修订编辑中，少年儿童出版社约请了更多的科技工作者和科普作者写作，如茅以升、苏步青、李四光、竺可桢、张钰哲、戴文赛、钱崇澍、傅连暲等。

##### 第三版（“工农兵版”）
文化大革命中，1971年起，根据当时的思潮，改为工农兵读物由上海人民出版社出版，并增订到二十一册，出版了第3版，即“工农兵版”。前14册封面橘黄色，工农兵高擎《毛泽东选集》图案为封面。后7册蓝色。第18和21册由少年儿童出版社出版。其发行量达到上千万册。
该版本有大量政治和经济宣传内容。比如第三册“工业”的封面有“独立自主、自力更生”的毛主席语录；再如“为什么三千吨的船台能造万吨巨轮？”条目中说：“上海船厂的工人、革命干部和技术人员实行‘三结合’……批判了叛徒、内奸、工贼刘少奇‘造船不如买船，买船不如租船’的洋奴哲学、爬行主义”。

##### 第四版
文革之后，从1980年4月起至1981年10月，出版了第4版仍为14个分册，封面深蓝色。去掉了阶级斗争的内容，但仍有政治干涉学术的内容，譬如认为宇宙有限和大爆炸是唯心主义。这14个分册的版本又称为“改革版”。
1990年，在第4版14个分册的基础上又增加了10个分册的“续编本”，1993年3月一次出齐。至此，《十万个为什么》共计24个分册。

##### 第五版
1999年，《十万个为什么》“新世纪版”出版，该版为第5版。共有12册：数学、物理、化学、动物、植物、人体科学、地球科学、宇宙科学、环境科学、信息科学、工程科学、索引资料。

##### 第六版
由上海世纪出版股份有限公司主办。第六版从内容到形式都将实现重大突破，如很多问题将不再设计标准答案，并形成从图书到电子产品、网络产品的立体出版格局。第六版共18卷为全彩色图文印刷，以及黑白普及本、网络电子版等于2013年陆续面世。其大部分问题都是从全中国少年儿童中广泛征集而来的。
18个分册为：
- 基础卷：数学、物理、化学、天文、地球、生命。
- 专题卷：动物、植物、古生物、医学、建筑与交通、电子与信息。
- 热点卷：大脑与认知、海洋、能源与环境、航空与航天、武器与国防、灾难与防护。

据《十万》官方微博消息，第六版于2013年8月13日亮相上海书展，在2013年上海书展首发时便创下了3500套的销量。全书共600万字，7000余幅彩色图片，收录4500个代表科技发展前沿和青少年关心的热点问题，其中有80%是新问题。此外，还设有“科学人”、“微博士”、“实验场”、“微问题”等栏目。
目前繁體版本的版權是在"暢談國際文化事業股份有限公司"所出版的“十萬個為什麼？非知不可”。總共72冊。

###### 奖项与荣誉
上海少年儿童出版社出版的《十万个为什么》先后获得1998年“国家科技进步二等奖”、首届“中国出版政府奖”图书奖（2008年）、“感动共和国的50本书”之一等奖项与荣誉。

#### 其他版本
目前中国大陆已有多间出版社出版了不同版本的《十万个为什么》，如天津人民出版社、北京教育出版社、北方妇女儿童出版社、华文出版社等。然而，上海少年儿童出版社认为这些出版社出版的《十万个为什么》涉嫌侵权，为此，出版社发起维权行动。2000年1月，国家版权局向相关部门发出《关于立即查缴盗版图书〈十万个为什么〉的紧急通知》，但均未能有效制止盗版《十万个为什么》乱象。少年儿童出版社还将“十万个为什么”作为商标提出注册申请，以寻求对“十万个为什么”获得注册商标专用权方面的保护，但注册申请遭驳回，原因是“‘十万个为什么’已成为科普读物上常用的书名，将其作为商标使用在书籍等商品上，难以起到区别商品来源的作用，缺乏商标的显著性”。

### 香港版本
香港版本由林介平著作及海平書店出版。此版本分成二十冊，其後十五冊。

## 影响
虽然《十万个为什么》系列是以少年儿童为目标读者，但是由于其文字生动活泼、内容深入浅出，所以青年人乃至成年人也很喜欢读它。尤其是在文革期间，可读的图书非常少，工农兵版的《十万个为什么》发行量达到上千万册。另外，《十万个为什么》中非常多的“为什么”，都来自于日常生活，也使它极具实用性。许多人从中汲取了大量科学知识，取得了参考资料，甚至由此获得了科学的启蒙。
截至1990年代末，30多年来，这套科普读物畅销不衰，发行量庞大，总计600万套（8000万册），现在每年仍有10万套的发行量。由此派生出了多种类似的科普类图书：如《小学生十万个为什么》、《幼儿十万个为什么》、《新编十万个为什么》、《社会科学十万个为什么》等等，《十万个为什么》已经成为科普读物上常用的书名。
日常口语中，“十万个为什么”也被用于形容一个人发问频繁，例如中国演员葛优在贺岁片《不见不散》有一句经典对白：他对一位问东问西的游客说：“你简直就是一‘十万个为什么’！”